# Decode
"Decode" là một bài hát của Paramore, ban nhạc rock Mỹ, từ album nhạc phim của Chạng vạng, bộ phim lãng mạn kỳ ảo năm 2008.

## Thông tin về ca khúc
Hayley Williams của Paramore là một fan cuồng nhiệt của Chạng vạng và mới đây cô đã nói về tình yêu cô dành cho bộ sách và về tiêu đề ca khúc:
| “ | Twilight là bộ truyện đầu tiên mà tôi từng đọc. Tôi đã không đọc bô truyện Harry Potter mặc dù tôi yêu thích bộ phim. Twilight thực sự đã gây sự chú ý cho tôi. Tôi thực sự vui mừng khi thấy bộ truyện được chuyển thể thành phim và thích thú khi ban nhạc của chúng tôi được trở thành một phần của sự kiện tuyệt vời này. Tôi chọn tiêu đề "Decode" bới vì bài hát nói về sự gây dựng căng thẳng, sự phiền phức, sự tức giận và sự rắc rối giữa Bella và Edward. Bella là người duy nhất mà Edward không thể đọc được suy nghĩ và tôi cảm thấy đó là một phần quan trọng của tập sách đầu tiên và một trong những trở ngại mà họ phải vượt qua. Đó là một sức ép bổ sung khiến cho câu truyện thậm chí tốt hơn. | ” |

## Video ca khúc
Video âm nhạc chính thức được ra mắt vào 3 tháng 11 năm 2008 trên MTVu, MTV, MTV2 và trên MTV.com và được đạo diễn bởi Shane Drake. Video giới thiệu những thành viên ban nhạc đi dạo và diễn xuất trong cánh rừng tại Nashville, Tennessee (mặc dù trong video, rõ ràng đó là Forks, Washington). Trong khi họ trình diễn, cũng có những cảnh ban nhạc diễn xuất như những người bắt ma cà rồng đang tìm kiếm trong rừng. Những cảnh trong Chạng vạng cũng được xen vào.
Video music, cùng với trailer của bộ phim, đã được trình chiếu tại Home Theater của Playstation Home tại Bắc Mỹ từ 11 tháng 12 năm 2008 đến 18 tháng 12 năm 2008.

## Danh sách track
| Promo & UK CD Single | Promo & UK CD Single | Promo & UK CD Single |
| STT                  | Nhan đề              | Thời lượng           |
| -------------------- | -------------------- | -------------------- |
| 1.                   | "Decode"             | 4:21                 |

| iTunes Store Mexico | iTunes Store Mexico           | iTunes Store Mexico |
| STT                 | Nhan đề                       | Thời lượng          |
| ------------------- | ----------------------------- | ------------------- |
| 1.                  | "Decode" (soundtrack version) | 4:21                |
| 2.                  | "Decode (acoustic)"           | 4:27                |

| 12" Picture Disc (Hot Topic exclusive release.) | 12" Picture Disc (Hot Topic exclusive release.) | 12" Picture Disc (Hot Topic exclusive release.) |
| STT                                             | Nhan đề                                         | Thời lượng                                      |
| ----------------------------------------------- | ----------------------------------------------- | ----------------------------------------------- |
| 1.                                              | "Decode"                                        |                                                 |
| 2.                                              | "Full Moon" (The Black Ghosts)                  |                                                 |

## Bảng xếp hạng
| Bảng xếp hạng (2008–2009)             | Vị trí cao nhất |
| ------------------------------------- | --------------- |
| UK Singles Chart                      | 52              |
| U.S. Billboard Hot 100                | 33              |
| U.S. Billboard Hot Modern Rock Tracks | 5               |
| U.S. Billboard Pop 100                | 30              |
| Australian ARIA Singles Chart         | 12              |
| Canadian Hot 100                      | 48              |
| Hot Canadian Digital Singles          | 24              |
| Finnish Singles Chart                 | 9               |
| New Zealand Singles Chart             | 15              |